# 前七子
前七子指的是1480年－1520年年代間，也就是明朝弘治－正德年間，主宰中國文壇的七位知名文學家。與其相提並論的尚有後七子與嘉靖八才子。

## 生平
前七子通常指的是明朝中葉文壇的七位知名文學家，分別是：李夢陽、何景明、徐禎卿、邊貢、王廷相、康海、王九思。他們除了文風相近，皆為崇尚古體之外，其文學核心也是「古體學習漢魏」的復古風潮。